# Wladimir Borissowitsch Obuchow
Wladimir Borissowitsch Obuchow (russisch Владимир Борисович Обухов; * 8. Februar 1992 in Buxoro, Usbekistan) ist ein russischer Fußballspieler.

## Karriere

### Verein
Wladimir Obuchow begann seine Karriere bei Spartak Moskau. Im April 2011 stand er in der UEFA Europa League gegen den FC Porto erstmals im Profikader Spartaks. Sein Debüt für die Profis in der Premjer-Liga gab er im April 2012, als er am 39. Spieltag der Saison 2011/12 gegen Rubin Kasan in der 85. Minute für Artjom Dsjuba eingewechselt wurde. Bis Saisonende kam er zu drei Einsätzen für Spartak. In der Saison 2012/13 kam er zu einem Einsatz für Spartak, ehe er im Januar 2013 an den Zweitligisten Torpedo Moskau verliehen wurde. Für Torpedo kam er während der Leihe zu zehn Einsätzen in der Perwenstwo FNL.
Zur Saison 2013/14 kehrte Obuchow wieder zu Spartak zurück, wo er fortan primär für die neu geschaffene Zweitmannschaft in der dritten Liga spielte. In jener Spielzeit kam er zu einem Einsatz für die Profis und zu 21 für Spartak-2 in der Perwenstwo PFL, in denen er 13 Tore erzielte. In der Saison 2014/15 kam er zu 27 Drittligaeinsätzen, in denen er 20 Tore erzielte. Mit Spartak-2 stieg er zu Saisonende in die zweite Liga auf, Obuchow wurde mit seinen 20 Treffern zudem Torschützenkönig der Gruppe West in der dritthöchsten Spielklasse. In der Perwenstwo FNL kam er nach dem Aufstieg in der Saison 2015/16 zu 34 Einsätzen und erzielte elf Tore.
Zur Saison 2016/17 wechselte er innerhalb der zweiten Liga zum FK Kuban Krasnodar. In zwei Spielzeiten in Krasnodar kam er zu 60 Zweitligaeinsätzen, in denen er zehn Tore erzielte. Nach der Saison 2017/18 löste sich Kuban allerdings auf. Daraufhin wechselte Obuchow zur Saison 2018/19 zum Zweitligisten Mordowija Saransk. Für Mordowija kam er bis zur Winterpause zu 22 Einsätzen, in denen er acht Mal traf. Im Februar 2019 wurde er an den Ligakonkurrenten FK Tambow verliehen. Für Tambow erzielte er fünf Tore in 13 Zweitligapartien und stieg mit dem Verein zu Saisonende in die Premjer-Liga auf. Zur Saison 2019/20 kehrte er nicht mehr nach Saransk zurück, sondern wechselte zum Erstligisten FK Sotschi.
Nach drei Einsätzen für Sotschi verließ er den Verein jedoch im September 2019 nach zwei Monaten wieder und kehrte zum Ligakonkurrenten Tambow zurück. In Tambow kam er bis Saisonende zu 17 Erstligaeinsätzen und erzielte dabei sieben Tore. Im Oktober 2020 wechselte Obuchow innerhalb der Liga zum FK Rostow. Für Rostow kam er in der Saison 2020/21 zu zehn Erstligaeinsätzen.
2013 gab Obuchow eine auf Metandienon positive Dopingprobe ab, die vom Moskauer Labor jedoch als negativ gemeldet wurde. In einer gemeinsamen Untersuchung von FIFA und WADA wurde der Verstoß nachgewiesen, den Obuchow zugab. Im Juli wurde er von der FIFA für sechs Monate gesperrt. Daraufhin wurde sein Vertrag in Rostow im August 2021 aufgelöst. Nach Ablauf seiner Sperre wechselte er im Januar 2022 zum Zweitligisten FK Orenburg. Für Orenburg kam er zu zehn Einsätzen in der FNL, in denen er sechsmal traf. Mit dem Klub stieg er zu Saisonende in die Premjer-Liga auf. Im Juni 2022 wurde er aufgrund seines Doping-Vergehens nochmal für sechs Monate gesperrt, Orenburg behielt ihn aber unter Vertrag. In der Saison 2022/23 kam er dann nach Ablauf der Sperre zu elf Einsätzen in der Premjer-Liga. In der Saison 2023/24 absolvierte er 15 Partien. Nach der Saison 2023/24 verließ er Orenburg.

### Nationalmannschaft
Der gebürtige Usbeke Obuchow kam von Februar bis Mai 2011 zu vier Einsätzen für die russische U-19-Auswahl. Zwischen Januar 2013 und September 2014 spielte er 16 Mal für das U-21-Team.